# Мадонна с младенцем, святой Екатериной и святым Иаковом
«Мадонна с младенцем, святой Екатериной и святым Иаковом» (итал. Madonna col Bambino tra i santi Caterina d'Alessandria e Giacomo) — картина итальянского живописца Лоренцо Лотто (1480—1556), представителя венецианской школы. Создана примерно в 1527—1533 годах. Хранится в коллекции Музея истории искусств в Вене (инв. № GG 101). 

## История
Зрелое произведение Лоренцо Лотто было выполнено в период между последними годами пребывания в Бергамо (вероятно, это был частный заказ) и является первым после возвращения в Венецию. Художник ценит мощную творческую личность Тициана, но от него достаточно далек, поскольку находится под влиянием ломбардской школы, более близкой к южноевропейским образцам.
С 1660 года находится в императорской коллекции в Вене.

## Описание
Действительно, к ломбардскому натурализму, пронизывающему значительную часть произведений Лотто, добавляется типичное северное расположение фигур в пространстве, в котором чувствуется стиль Альбрехта Дюрера. Свет ложится на фигуры, выделяя лицо, складки драпировок, освещая богатый пейзаж, в который они погружены. Дева Мария прижалась к стволу большого дерева и старого пня, на котором она держит младенца; светло-голубой цвет ее платья нежно гармонирует с кожей, кажущейся алебастровой.
В левой части картины ангел возлагает на голову Девы Марии жасминовый венок. Его фигура воздушная и элегантная, очень идеализированный образ, особенно в изображении нежного лица и крыльев. Как и Дева Мария, святая Катерина одета в изысканную и элегантную одежду того времени. Такая деталь, как золотая цепочка с крестиком, поблескивает на груди, свидетельствует об оригинальности, и в некотором смысле, антиклассицизме Лотто, который простым вещам придает деликатное внутреннее движение сцены. Иаков имеет весьма деревенский вид: он изображен с посохом пилигрима, в накидке; святой стоит на коленях со сложенными руками и смотрит на Деву Марию, которая, в свою очередь, смотрит на него. Эта тонкая игра взглядов придает всей сцене яркое ощущение мягкой сердечности.